# Avraga
Avraga foi a primeira capital do Império Mongol, sendo o acampamento base durante o período do Inverno de Genghis Khan depois que ele tomou o território. Estava localizado na confluência dos rios Kherlen e Tsenker, na actual província de Khentiy, na Mongólia.